# Helogenes marmoratus
Helogenes marmoratus är en fiskart som beskrevs av Günther, 1863. Helogenes marmoratus ingår i släktet Helogenes och familjen Cetopsidae. Inga underarter finns listade i Catalogue of Life.